# ロドリゴ・サントロ
ロドリゴ・サントロ（Rodrigo Junqueira dos Reis Santoro, ブラジルポルトガル語読み：ホドリゴ・ジュンケイラ・ドス・ヘイス・サントロ、1975年8月22日 - ）は、ブラジル・リオデジャネイロ出身の俳優である。身長190cm、体重85kg。

## 略歴
母国ブラジルでは絶大な人気を誇るスター。『チャーリーズ・エンジェル フルスロットル』でハリウッドデビューを果たした。
大学生時代に本格的に俳優を志し地元テレビ局のオーディションを受け始める。18歳でテレビ初出演、21歳で全国ネットのテレビドラマに抜擢され一躍アイドルに。2001年、『Bicho de Sete Cabeças』で映画デビュー、同年にロカルノ国際映画祭新人賞、ラシフェ映画祭、ブラジル映画祭の最優秀男優賞を獲得した。
初のハリウッド作はアニメ『スチュアート・リトル』（ポルトガル語版）の声優出演（1999年）。
2004年にはニコール・キッドマンの相手役としてシャネルのコマーシャルに抜擢された。同年に『ピープル』誌の「世界で最も美しい50人」にも選ばれている。
2007年に出演の映画『300 〈スリーハンドレッド〉』では、自らと異人種であるペルシア人の大王クセルクセス役を演じた。

## 主な出演作品

### 映画
| 年   | 日本語題 原題                                                           | 役名                         | 備考                     |
| ---- | ----------------------------------------------------------------------- | ---------------------------- | ------------------------ |
| 2001 | ビハインド・ザ・サン Abril Despedaçado                                  | トーニョ                     |                          |
| 2003 | カランジル Carandiru                                                    | レディ・ディ                 |                          |
| 2003 | チャーリーズ・エンジェル フルスロットル Charlie's Angels: Full Throttle | ランディ                     |                          |
| 2003 | ラブ・アクチュアリー Love Actually                                      | カール                       |                          |
| 2007 | 300 〈スリーハンドレッド〉 300                                          | クセルクセス1世              |                          |
| 2008 | レッドベルト 傷だらけのファイター Redbelt                               | ブルーノ                     |                          |
| 2008 | チェ 28歳の革命 / 39歳 別れの手紙 The Argentine / Guerrilla             | ラウル・カストロ             |                          |
| 2009 | 恋する履歴書 Post Grad                                                  | デヴィッド                   |                          |
| 2009 | フィリップ、きみを愛してる! I Love You Phillip Morris                   | ジミー・ケンプル             |                          |
| 2011 | ブルー 初めての空へ Rio                                                 | チュリオ                     | アニメ映画、声の出演     |
| 2011 | フロントミッション 革命の反逆者たち There Be Dragons                    | オリオル                     |                          |
| 2012 | サッカーが裏切った天才、エレーノ Heleno                                 | エレーノ・ヂ・フレイタス     | ブラジル映画祭2012で上映 |
| 2012 | 恋愛だけじゃダメかしら? What to Expect When You're Expecting            | アレックス                   |                          |
| 2012 | 私が愛したヘミングウェイ Hemingway & Gellhorn                           | パコ・ザラ                   | テレビ映画               |
| 2013 | ラストスタンド Last Stand                                               | フランク・マルチネス         |                          |
| 2014 | 300 〈スリーハンドレッド〉 〜帝国の進撃〜 300: Rise of an Empire        | クセルクセス1世              |                          |
| 2014 | ブルー2 トロピカル・アドベンチャー Rio 2                                | チュリオ                     | アニメ映画、声の出演     |
| 2015 | フォーカス Focus                                                        | ガリーガ                     |                          |
| 2015 | チリ33人 希望の軌跡 The 33                                              | ロレンス・ゴルボルン鉱山大臣 |                          |
| 2016 | ベン・ハー Ben-Hur                                                      | イエス                       |                          |
| 2016 | ペレ 伝説の誕生 Pelé: Birth of a Legend                                 | ブラジル人アナウンサー       |                          |
| 2016 | ジェーン Jane Got a Gun                                                 | フィッチャム                 |                          |
| 2020 | プロジェクト・パワー Project Power                                      | ビギー                       |                          |

### テレビシリーズ
| 年        | 日本語題 原題              | 役名                   | 備考                                                |
| --------- | -------------------------- | ---------------------- | --------------------------------------------------- |
| 2006-2007 | LOST Lost                  | パウロ                 | 計14話にクレジットされたが、実際に出演したのは計7話 |
| 2016-     | ウエストワールド Westworld | ヘクター・エスカートン | レギュラー                                          |